# Sherman Howard
Sherman Howard, född 11 juni 1949 i Chicago i Illinois, är en amerikansk skådespelare. Han är mest känd för att spela rollen som Bub i George A. Romeros skräckfilm Day of the Dead, och Lex Luthor i TV-serien Superboy. Han har också gjort rösten till Derek Powers / Blight, i TV-serien Batman Beyond.
Howard är sedan maj 1988 gift med skådespelerskan Donna Bullock, med vilken han har en dotter, vid namn Hannah Sherman.

## Filmografi (i urval)

### Filmer
- 1984 – Grace Quigley
- 1985 – Day of the Dead
- 1988 – Huset på Carroll Street
- 1989 – Uppgörelsen
- 1989 – Dödligt vapen 2
- 1989 – En snut på hugget
- 1989 – Tre på rymmen
- 1990 – Dark Angel
- 1991 – Ricochet
- 1995 – OP Center
- 1995 – Satungen blir kär
- 1997 – Retroactive
- 1998 – Fievel – Skatten på Manhattan (röst)
- 1998 – Djungelboken: Mowglis äventyr (röst)
- 2000 – Fievel – Mysteriet med nattmonstret (röst)
- 2001 – The Escort
- 2004 – Eulogy

### TV-serier
| - 1973–1974 – General Hospital (TV-serie) - 1986 – Tales from the Darkside (TV-serie) - 1987 – One Life to Live (TV-serie) - 1988 – Dallas (TV-serie) - 1989 – Baywatch (TV-serie) - 1989 – Freddy's Nightmares (TV-serie) - 1989 – Lagens änglar (TV-serie) - 1989 – Miami Vice (TV-serie) - 1989–1992 – Superboy (TV-serie) - 1990 – Ponnyexpressen (TV-serie) - 1990 – Star Trek: The Next Generation (TV-serie) - 1990 – Parker Lewis (TV-serie) - 1990 – Alf (TV-serie) - 1991 – Quantum Leap (TV-serie) - 1992 – Melrose Place (TV-serie) - 1992 – Santa Barbara (TV-serie) - 1993 – Seinfeld (TV-serie) - 1994 – Diagnos mord (TV-serie) - 1994 – Pestens tid (TV-serie) - 1995 – Sliders (TV-serie) - 1995 – Star Trek: Deep Space Nine (TV-serie) - 1995–1997 – Walker, Texas Ranger (TV-serie) - 1996 – Stålmannen (TV-serie) (röst) - 1996 – Galen i dig (TV-serie) | - 1996 – Tummen mitt i handen (TV-serie) - 1996 – Renegade (TV-serie) - 1997 – Men in Black: The Series (TV-serie) (röst) - 1997 – Extreme Ghostbusters (TV-serie) (röst) - 1997 – Cityakuten (TV-serie) - 1997 – Nash Bridges (TV-serie) - 1997 – Pacific Blue (TV-serie) - 1998 – Herkules (TV-serie) (röst) - 1998 – Sabrina tonårshäxan (TV-serie) - 1998 – Batman Beyond (TV-serie) (röst) - 1999 – Timon och Pumbaa (TV-serie) (röst) - 1999–2008 – I lagens namn (TV-serie) - 2001 – Invader Zim (TV-serie) (röst) - 2001 – Star Trek: Voyager (TV-serie) - 2002 – Förhäxad (TV-serie) - 2003 – Cold Case (TV-serie) - 2003 – Las Vegas (TV-serie) - 2004 – Malcolm – Ett geni i familjen (TV-serie) - 2011 – Homeland (TV-serie) - 2011 – Person of Interest (TV-serie) - 2015 – Madam Secretary (TV-serie) - 2016 – The Blacklist (TV-serie) - 2017 – The Good Fight (TV-serie) - 2021 – Blue Bloods (TV-serie) |